# Výroba skla

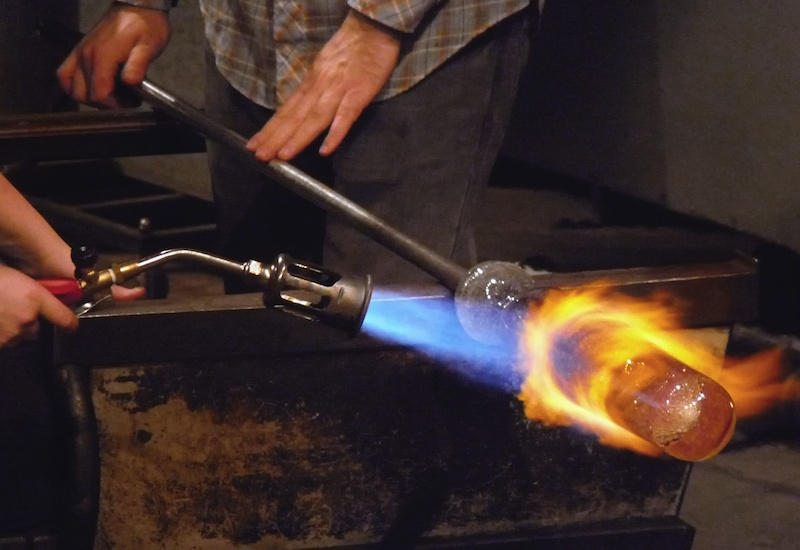
Ukázka zpracování skla v muzeu skla (Tacoma, Washington).

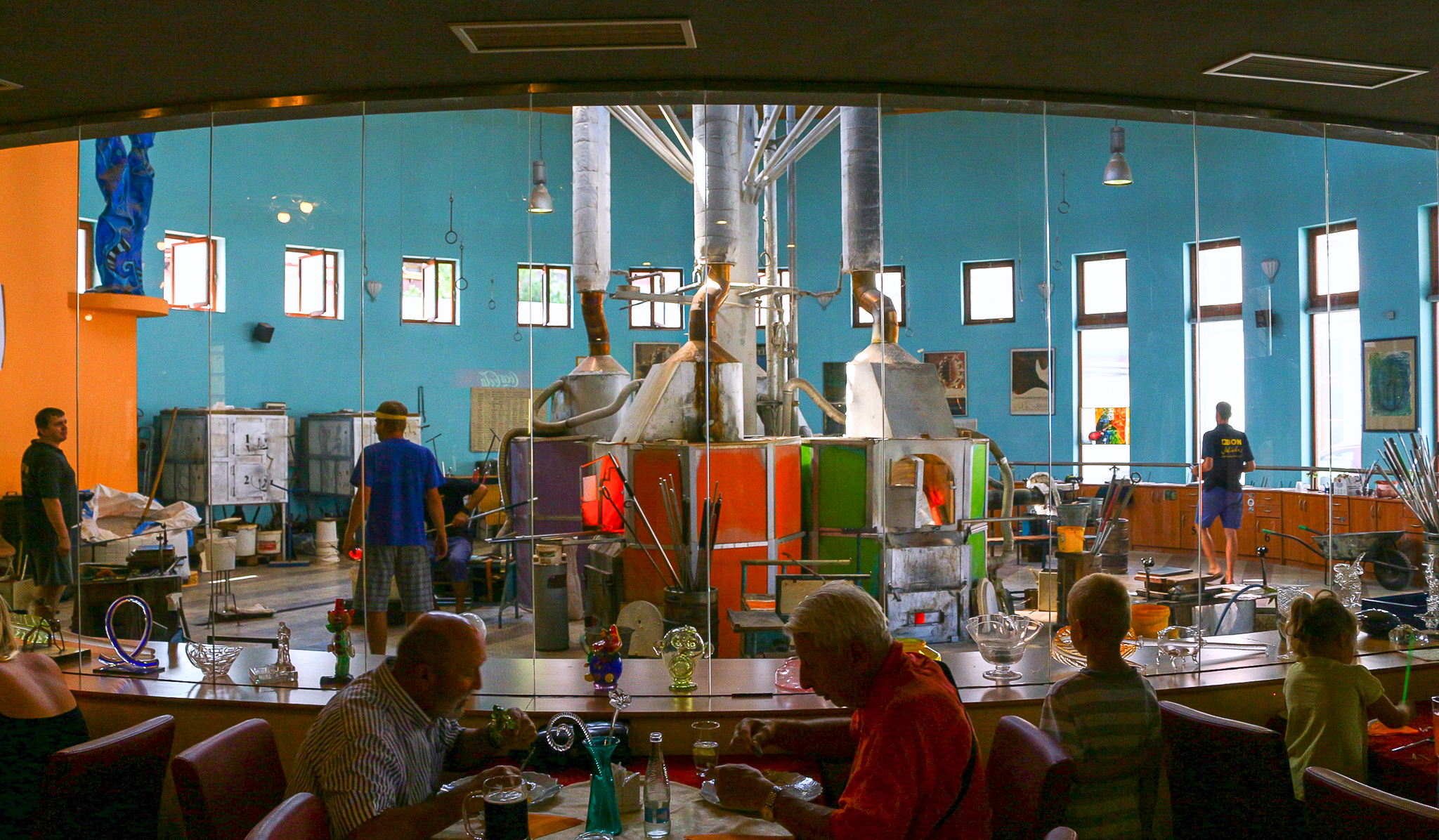
Sklářská dílna Art Glass v Novém Boru

Výroba skla je proces, při kterém se z výchozích surovin (tavením křemičitého písku) získává materiál pro výrobu skleněných předmětů. Vznikají tak dva hlavní druhy skla, a sice ploché sklo, které se většinou vyrábí technologií floating neboli kontinuálním litím na povrch roztaveného cínu, a duté či obalové sklo, které se vyrábí foukáním do forem, případně lisováním. 

## Historie
Sklářství je staré výrobní odvětví známé již od starověku. O jeho vzniku se vedou diskuse, některé zdroje uvádějí jako jeho objevitele Číňany, Féničany, Indy anebo Židy. Nejpravděpodobnější je, že sklo bylo objeveno současně na mnoha místech. Skla těch dob neměla zdaleka dnešní podobu a byla barevná nebo černá. V anglickém Oxfordu mají v muzeu sklo z dob první egyptské dynastie (3300 před naším letopočtem). V Britském muzeu je uložen amulet faraona Antefa IV. (2100 před naším letopočtem). Nálezy lahví a sklenic z roku 1900 před n. l. ukazují, že se už v této době používaly k foukání skla sklářské píšťaly. Za dobu velkého rozkvětu ve výrobě skla je považován středověk. Tehdejší benátská zrcadla z ostrova Murano jsou dodnes známým pojmem. Za první známou továrnu na výrobu skla je považována francouzská továrna, která začala v roce 1688 s výrobou litého plochého zrcadlového skla.
První počátky českého skla spadají přibližně do 11. století našeho letopočtu. Velký rozmach českého sklářství nastal v 17. století, a to za císaře Rudolfa II. Čechy se v té době staly střediskem sklářských umělců. Jednou z velkých sklářských oblastí byla Českomoravská vrchovina a Jihlavsko. Sklářské hutě vznikaly převážně v okolí hlubokých bukových lesů, jelikož bukové dřevo bylo v pecích při tavení skloviny dlouho jediným topivem. Později se sklářské hutě stavěly v okolí uhelných pánví. Bukové dřevo nesloužilo jen jako topivo (vyráběl se z něj i generátorový plyn), ale také se z něho vyráběly formy, do kterých se sklo foukalo. V 18. století se v Českých zemích rozvíjela výroba broušeného hutního neboli křišťálového skla. České sklo se v 18. století stalo sklem světovým, a to svou naprostou bezbarvostí a leskem, jímž úspěšně soutěžilo se sklem benátským. Vzkvétala také výroba tabulového skla a výroba nepravých drahokamů a perel.

## Současnost
Historické postupy tavby skla a výroby skla foukaného či lisovaného v dřevěné formě podle středověkých vzorů mají v Česku mnoho příznivců. Každoročně se druhý víkend v srpnu koná v Deštném v Orlických horách v replikách středověkých pecí výroba středověkého dutého skla s následným prodejem.

## Výroba skla

### Příprava sklářského kmene
Výroba začíná přípravou takzvaného sklářského kmene, což je nejčastěji směs sklářských písků, které obsahují 60–80 % oxidu křemičitého SiO2, vápence, sody a potaše, které snižují teplotu tavení a dodávají směsi potřebné oxidy, což je oxid vápenatý, sodný a draselný, a dalších přísad včetně skleněných střepů, což je drcené odpadní sklo. Dávka kmene do tavicího procesu se nazývá vsázka a může obsahovat ještě barviva či jiné látky ovlivňující vlastnosti skla. Patří sem i takzvané pomocné suroviny, například čeřící látky, které odstraňují bublinky a nečistoty z roztavené skloviny, či látky, které odstraňují nežádoucí zabarvení skloviny.
Barvicí látky (různé soli a oxidy kovů) se používají k obarvení skla na zvolený odstín. Každá látka dodá sklu specifickou barvu. Mangan obarví sklo na fialovo, kobalt na modro, měď na modrozeleno a zlato rubínovočerveně. Jemně rozptýlené částice tzv. zakalovacích látek (např. kryolitu, kostní moučky nebo mastku) brání přímému průchodu světla sklem a vyvolávají jeho neprůzračnost.
Důkladně umletá a promíchaná skelná směs neboli kmen se pak roztaví v pánvích nebo vanách ve sklářských pecích. Běžné sklo se taví při teplotě 1450 až 1550 °C [zdroj?], boritokřemičité sklo typu 3.3 při teplotě až 1630 °C a křemenné sklo okolo 2000 °C. Skelná hmota se pomocí přísad odbarvuje či zakaluje, popřípadě též zabarvuje použitím různých barvicích látek. To závisí na účelu, k němuž je sklo určeno./
Tavení sklářského kmene má tři fáze:
1. roztavení – sklářský kmen se dokonale roztaví ve sklářské peci
  - Roztavené sklo je tuhé, nestejnorodé, neprůhledné a s bublinkami, které se musí odstranit zvýšením teploty a přidáním různých čeřidel (nejčastěji síran sodný nebo oxidy arzenu a antimonu.)
2. čeření – hmota se dál mísí, bublinky unikají a sklo se tak stává průhlednější a řidší
  - Vyčeřené sklo je velmi řídké.
3. sejití – ochlazení skla
  - Po dokonalém čeření a sejití se sklo teprve zpracovává, a to buď ručně, nebo strojově.

Tak vzniká hutní sklo, které se pak dále zpracovává a tvaruje různými technikami, zejména foukáním, litím, lisováním nebo tažením. Polotovary se řízeným způsobem ochlazují, případně tepelně zpracovávají (tvrzení) a často také zdobí (například broušením, leptáním či malováním).

#### Názvy surovin
převzato z www.adam-europe.eu
| Vzorec          | Název                             | Původní název   |
| --------------- | --------------------------------- | --------------- |
| SiO2            | oxid křemičitý                    | křemičitý písek |
| PbO             | oxid olovnatý                     | klejt           |
| K2CO3           | uhličitan draselný                | potaš           |
| Na2CO3          | uhličitan sodný                   | soda            |
| KNO3            | dusičnan draselný                 | ledek           |
| Sb2O3           | oxid antimonitý                   |                 |
| BaCO3           | uhličitan barnatý                 |                 |
| ZnO             | oxid zinečnatý                    |                 |
| Na2B4O7 · 5 H2O | pentahydrát tetraboritanu sodného | borax           |

## Druhy skla
Podle složení rozeznáváme sklo sodné, křemenné, olovnaté, borokřemičité a draselné.
- Sodné či sodnovápenaté sklo – běžné sklo, které se obvykle používá k výrobě sklenic, láhví a plochého skla. Vyrábí se tavením sklářského písku se sodou a vápencem. Měkne již při teplotě od 500 do 600 °C.
- Křemenné sklo – slouží pro výrobu halogenových žárovek, zářivek a fluorescenčních mikroskopů. Vyrábí se tavením čistého křišťálu, nebo žilného křemene. Má velmi nízký koeficient pružnosti, takže se neláme při velkých teplotních rozdílech.
- Křišťálové neboli draselnovápenaté sklo – používá se pro výrobu chemického a stolního skla. Je lesklé a stálé, proto se hodí i pro umělecké a dekorační výrobky. Vyrábí se tavením sklářského písku s potaší a vápencem. Je tvrdší a hůř se taví.
- Sodnodraselnovápenaté sklo – je nejužívanější druh pro výrobu levného stolního skla. Vzniká tavením sklářského písku s potaší, sodou a vápencem.
- Olovnaté sklo – pro svůj vysoký index lomu se používá především na optiku. Je měkké, má vysoký lesk a hůř se taví.
- Olovnatý křišťál či draselnoolovnaté sklo – používá se zejména v bižuterii a pro ověsy na lustry. Proto se brousí a leští. Má vysoký podíl oxidu olovnatého, vysoký index lomu světla a barevný rozptyl.
- Borokřemičité či boritokřemičité sklo – používá se v laboratořích, ve farmaceutickém průmyslu, na svítidla a varné nádobí pro domácnosti, protože je velmi odolné vůči změnám teploty a působení chemikálií. Používá se též k výrobě skleněného vlákna pro technické textilie, výztuhy a izolace.
- Draselné sklo – slouží k výrobě zkumavek a pro optické přístroje. Jeho tavicí teplota je 700 – 800 °C.

Specifickým druhem skla je rozpustné vodní sklo – používá se jako pojivo kyselinovzdorných tmelů, žáruvzdorných materiálů a nástřiků nebo geopolymerů. Slouží i ke konzervaci vajec, jako plnivo do mýdel nebo k ochraně přírodního kamene či k impregnaci papírových tkanin. Vyrábí se tavením alkalických křemičitanů.

### Druhy skla podle použití

#### Chemické laboratorní
Laboratorní sklo patří k nejpoužívanějším materiálům v chemické laboratoři, především pro svoji vysokou odolnost vůči většině chemických látek, dobré optické a fyzikální vlastnosti. Chemické sklo snáší dobře teploty do 500 °C, nad 600 °C měkne. Mezi nevýhody laboratorního skla patří křehkost při mechanickém namáhání. Z hlediska tepelné roztažnosti rozlišujeme
borosilikátová skla – mají malý součinitel tepelné roztažnosti, což se projevuje v odolnosti proti náhlým změnám teploty
normální laboratorní sklo – mají vyšší teplotní součinitel, a proto nesnášejí náhlé změny teploty
Z hlediska použití rozlišujeme sklo odměrné (byrety, odměrné baňky, pipety), technické (k výrobě válců, trubic a zkumavek), varné (kádinky, baňky)

#### Skleněná vlákna
Skleněná vlákna jsou jedním ze sklářských výrobků, jehož využití v každodenní i technické praxi se stále rozšiřuje. Skla mají velkou pevnost v tahu a mohou se použít pro výrobu moderních kompozitních materiálů. Skleněná vlákna jsou tradičním výrobkem českého průmyslu, jsou vyráběny ve formě střiže nebo nekonečných vláken vhodných pro další využití. Skleněná vlákna jsou vlákna anorganická s širokou škálou použití. Ceněná jsou hlavně pro svoje technické vlastnosti, jako jsou chemická odolnost, dobré elektrické vlastnosti, vysoká hodnota Youngova modulu pružnosti v tahu, vysoké pevnosti a odolnosti vůči vysokým teplotám. Skleněná vlákna jsou používána především v automobilovém, chemickém a leteckém průmyslu, elektronice, ve stavebnictví a v jiných odvětvích.

#### Jablonecká bižuterie
Jablonecká bižuterie (hutní skleněné polotovary), vznikla původně jako náhrada polodrahokamů skleněnými kompozicemi. Tyto polotovary se vyrábí v různých průměrech a zhotoveny jsou z bezolovnatého, nízkolovnatého, olovnatého anebo vysoceolovnatého skla. Základem jsou tyče, tyčinky a trubice s přebohatou barevnou škálou, které se různými technikami zpracovávají dále na kameny, knoflíky, perly a korálky z nichž se dále zhotovuje ozdobná bižuterie. Do toho oboru patří i světoznámé železnobrodské skleněné figurky.

#### Další
- Osvětlovací a lustry
- Optické sklo
- Obalové sklo
- Lité ploché sklo

## Způsoby výroby skla
- Automatická výroba
- Ploché sklo
- Foukání skla
- Ruční výroba skla

## Způsoby výroby skleněných předmětů
- Foukání
- Lití
- Lisování

## Nářadí a zařízení
- Sklářská píšťala
- Sklářská pec